# Synfacts
Synfacts (abrégé en Synfacts) est une revue scientifique mensuelle à comité de lecture qui publie des articles concernant le domaine de la chimie organique.
Actuellement, les directeurs de publication sont P. Knochel, P. J. Kocienski, M. Lautens, B. List, V. Snieckus, T. M. Swager, Y. Uozumi et H. Yamamoto.